# Île de Luanda

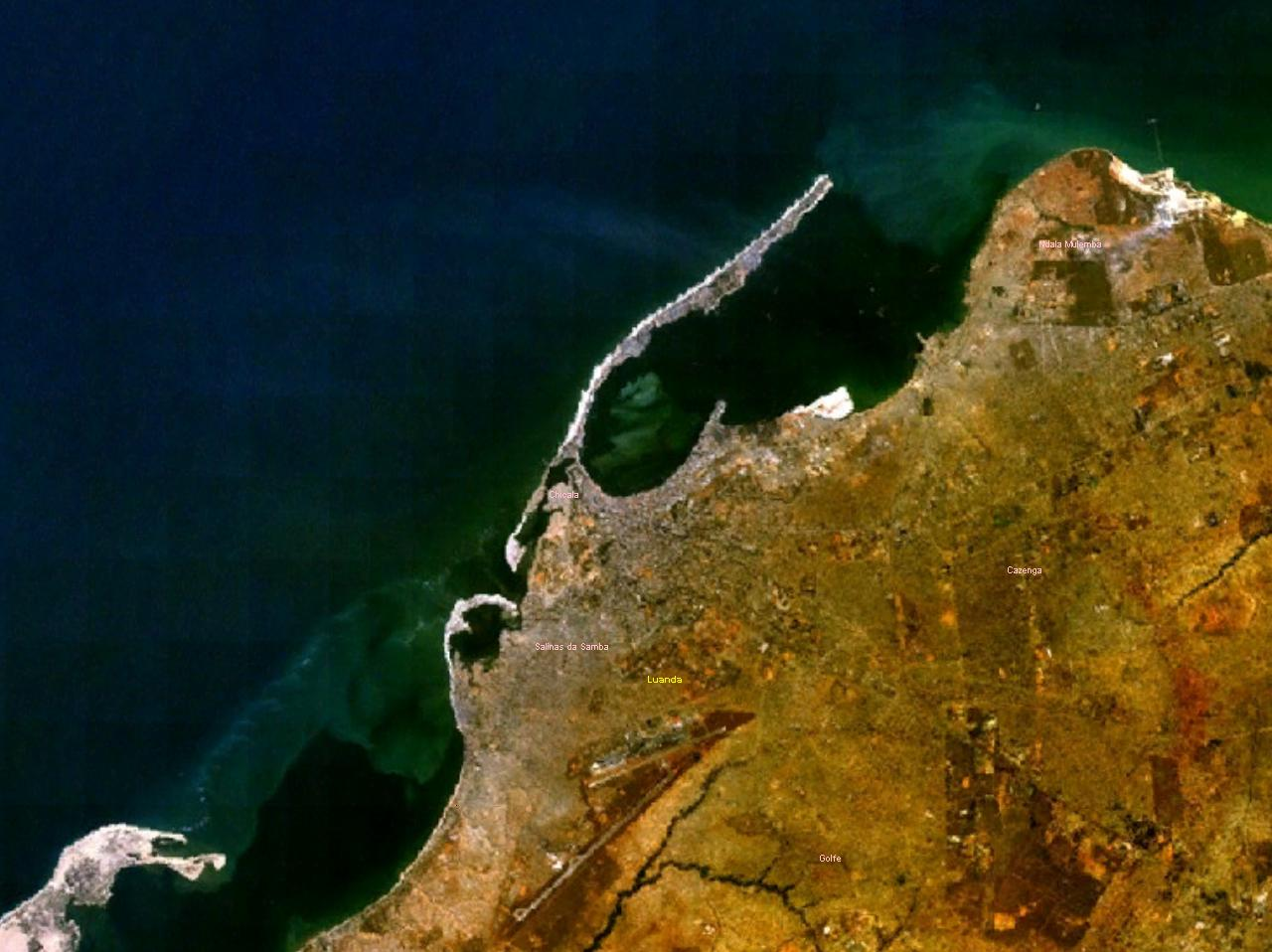
Image du satellite sur l'Île de Luanda

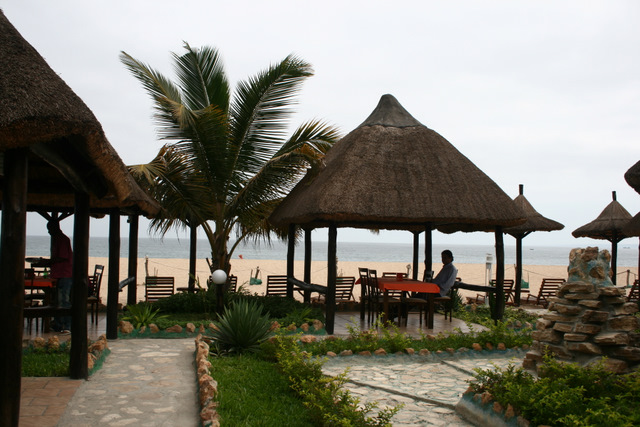
Paillottes pour les touristes sur l'île de Luanda.

L'île de Luanda ou île du Cap (en portugais : Ilha de Luanda ou Ilha do Cabo) est une étroite bande de terre de 9 km de long et entre 200 et 500 mètres de large, située entre l'Océan Atlantique et la baie de Luanda en Angola,. Son orientation principale se fait selon le sud-ouest-nord-est.
La péninsule fait partie de la municipalité d'Ingombota dans la province de Luanda.